# Ансееле, Эдуард
Эдуард Ансееле (нидерл. Edward Anseele; 1856 — 1938) — бельгийский политический деятель.

## Биография
Эдуард Ансееле родился 28 июля 1856 года в городе Генте в семье сапожника. Младшая сестра Ансееле, ставшая учительницей, была матерью писателя Жана Рэйя. 
Свою трудовую карьеру Эдвард Ансееле начал разносчиком газет, затем работал наборщиком в типографии и потом выступил на литературное поприще романами, с яркой социалистической окраской, на нидерландском языке: «Voor’t Volk geofferd» и «De Omwentelling van 1830».
В 1886 году был приговорён к годичному заключению за преступление печати. С 1894 года состоял депутатом палаты, где принадлежал к умеренным членам социал-демократической партии (Бельгийской рабочей партии) и был одним из главных в Бельгии организаторов и деятелей рабочего профессионального движения.
Согласно Малой советской энциклопедии: «Оппортунизм Анселя ярко проявился на чрезвычайном конгрессе партии (1910), где Ансель вместе с Вандервельде отстаивал идею поддержки либерального правительства и участия в нём. В 1918—21 Ансель участвовал в коалиционном министерстве в качестве министра общественных работ». Позднее Ансееле Э. занимал должности министра почт и железнодорожного министра.
Во время Первой мировой войны оккупанты предлагали Эдуарду Ансееле должность «президента Бельгии», но он категорически отверг это предложение.
18 февраля 1938 года Эдуард Ансееле скончался в родном городе, где после его смерти ему был установлен памятник.
Изображен на бельгийской почтовой марке 1956 года.